# 波多野養作
波多野 養作（はたの ようさく、1882年3月 - 1935年7月）は、日本の探検家。外務省嘱託。日露戦争末期に外務省の特命で中国西域を探査。

## 経歴
福岡県若松市二島（現・北九州市若松区二島）に生まれる。福岡県中学修猷館を経て、1905年3月、東亜同文書院を2期生として卒業。修猷館在学中は柔道部に所属し、柔道部の3年上級であった後の首相広田弘毅とも交流があった。
東亜同文書院を卒業後、外務省から東亜同文書院院長根津一を通じて、他の数人の東亜同文書院2期生と共に中国奥地の新疆省（現・新疆ウイグル自治区）の探査を行う特命を受ける。これは、日英同盟による情報協力に基づいて、イギリス政府から日本政府に、中央アジアにロシア軍の勢力がどこまで及んでいるのかを調査するよう要請があったためであった。
1905年7月3日、波多野は北京から単独で探査旅行に出発。洛陽、西安、蘭州を経て、西域に入り、遠くウルムチ、イリまで探査を行った。その間、これらの地域の情報を詳細に記録し北京の日本公使館に送っており、それらは現在、当時のシルクロードの状況を知る上で貴重な資料となっている。その一方で、烏蘇近郊で蒙古の杜爾伯特王と、哈密では哈密回王と会見し、青海省では寺本婉雅の便宜によりダライ・ラマ13世に謁見している。
1907年6月6日、北京に帰還。なお、この探査旅行を東亜同文書院の在校生が知ると、彼らも大旅行を行うことを強く懇願したため、東亜同文書院では5期生から毎年卒業時に、学生自らが計画する3ヶ月から4ヶ月の大旅行を行うことが恒例となり、これは43期生まで続いている。

在北京日本公使館

その後、外務省の嘱託として北京の日本公使館で勤務する。その頃、長女の初子が誕生したが、その名前は、当時駐支公使であった山座円次郎が命名したという。
その後、外務省を辞し、明治鉱業錦州炭鉱に勤務するため奉天（現・瀋陽）に移るが、数年後に体調不良のため郷里若松市に戻り静養する。病状が回復すると、外務省の紹介で中国湖北省にある大冶鉱山の製鉄所（漢冶萍公司）の顧問となるが、再び体調を崩し、1932年に辞職する。
1935年7月、大量の睡眠薬を服用し自殺を遂げる。1931年に勃発した満州事変により、長年日本と中国の友好のために尽くしてきたことが無になったことに絶望した為といわれる。